# ジュゼッペ・マンチネッリ
ジュゼッペ・マンチネッリ（Giuseppe Mancinelli, 1813年3月17日 - 1875年5月25日）はイタリアの画家である。ナポリ美術アカデミーの教授を務めた。人物画、歴史画を描いた。

## 略歴

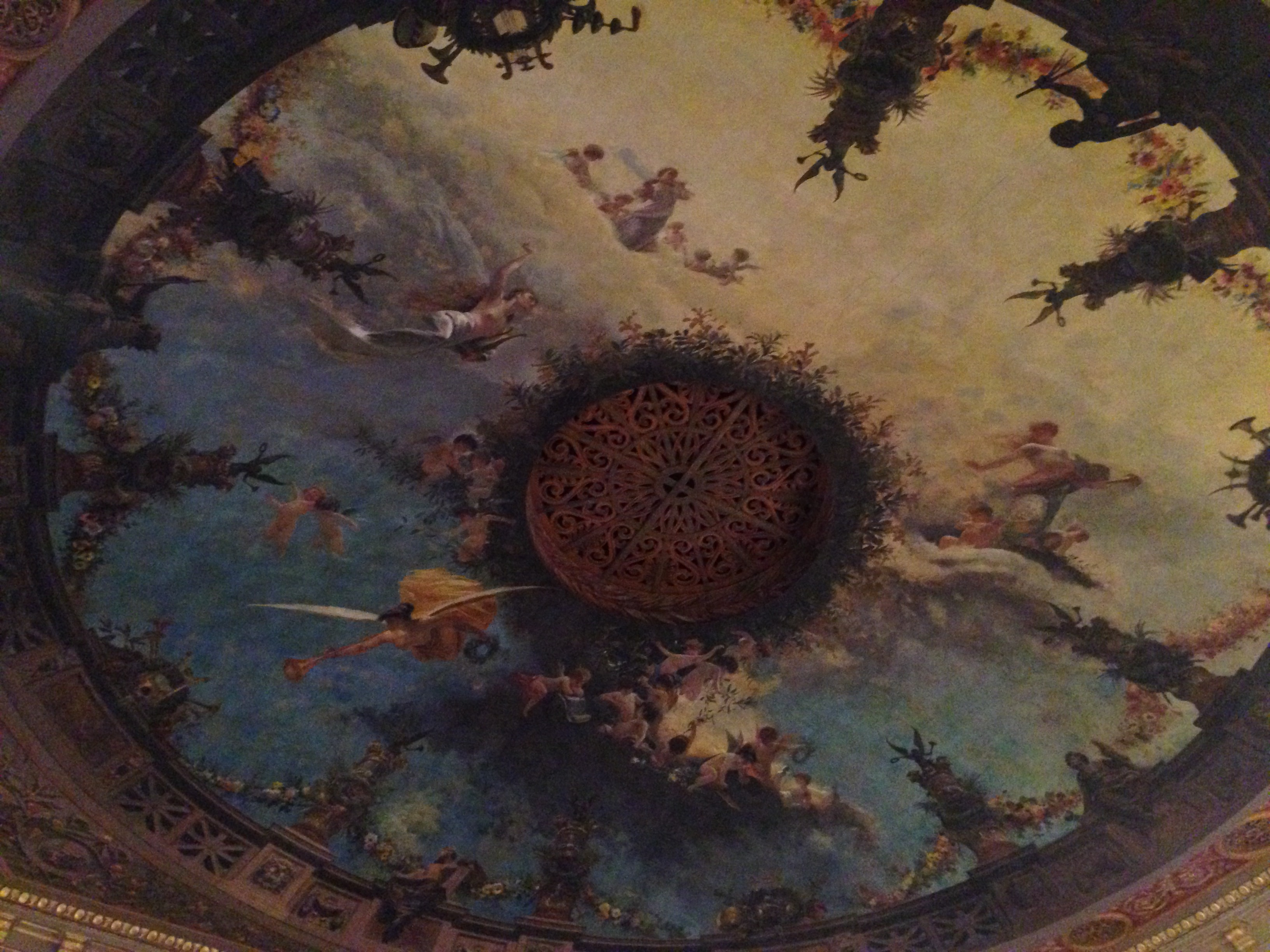
マンチネッリによるシラクサの市民劇場の天井画

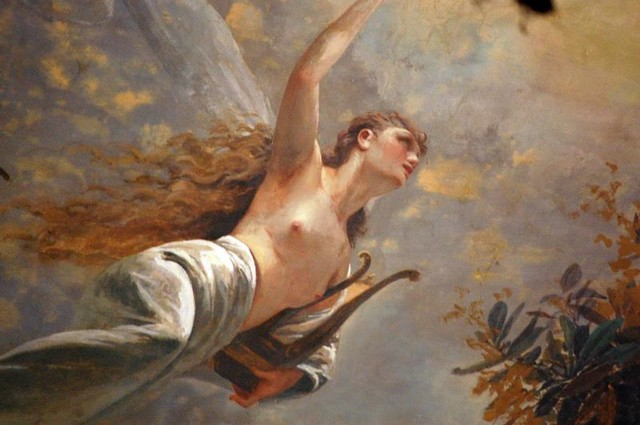
シラクサの市民劇場天井画(部分)

ナポリに生まれた。当時ナポリ王国の宮廷の影響力の大きかったナポリ美術アカデミーでコスタンツォ・アンジェリーニに学び、ナポリの展覧会に歴史画を出展するようになり、1835年の留学奨学金の得られる公募展に優勝し、ローマに留学した。ローマでは新古典主義の画家、ヴィンチェンツォ・カムッチーニに学んだ。ルネッサンス期の美術を学び、当時のローマでは「ナザレ派」の画家が活躍していて彼らとの接触もあったと考えられる。
1851年にナポリに戻り、1853年にアンジェリーニが亡くなった後任の教授の選考に勝って、絵画の教授職に就いた。1860年にはドメニコ・モレリの後任として素描の教授も兼ねた。マンチネッリの教えた学生には、フランチェスコ・コッポラ・カスタルドやジュゼッペ・デ・ニグリス、アンジェロ・マリア・マッツィアらがいた。

## 作品

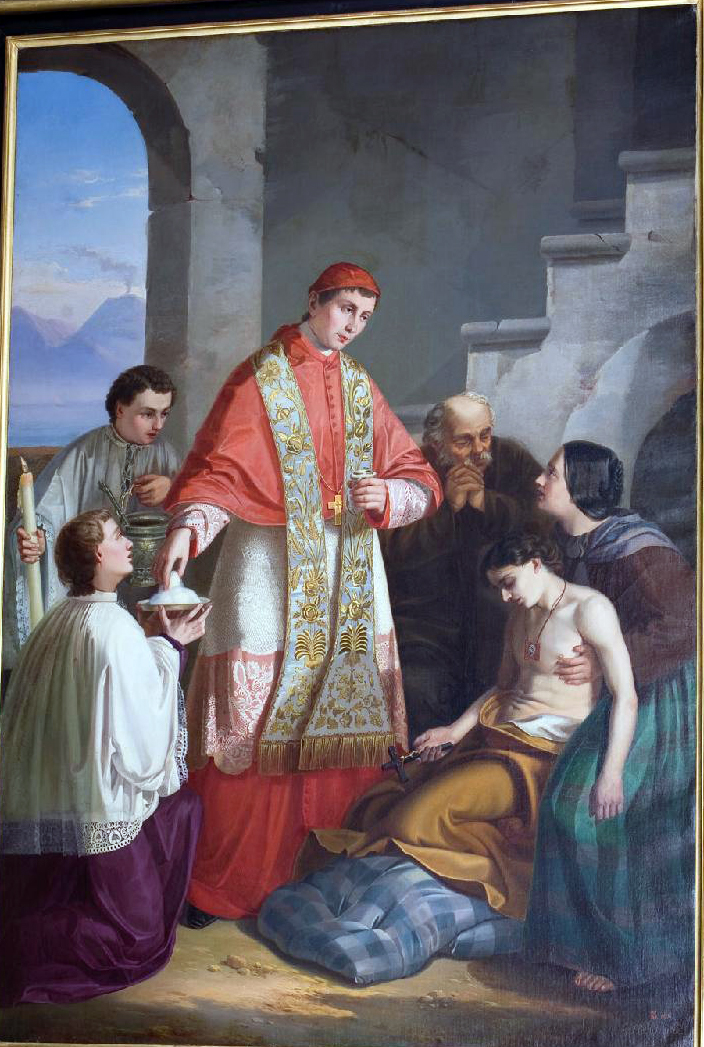
Sisto Riario Sforza-枢機卿 (1855)
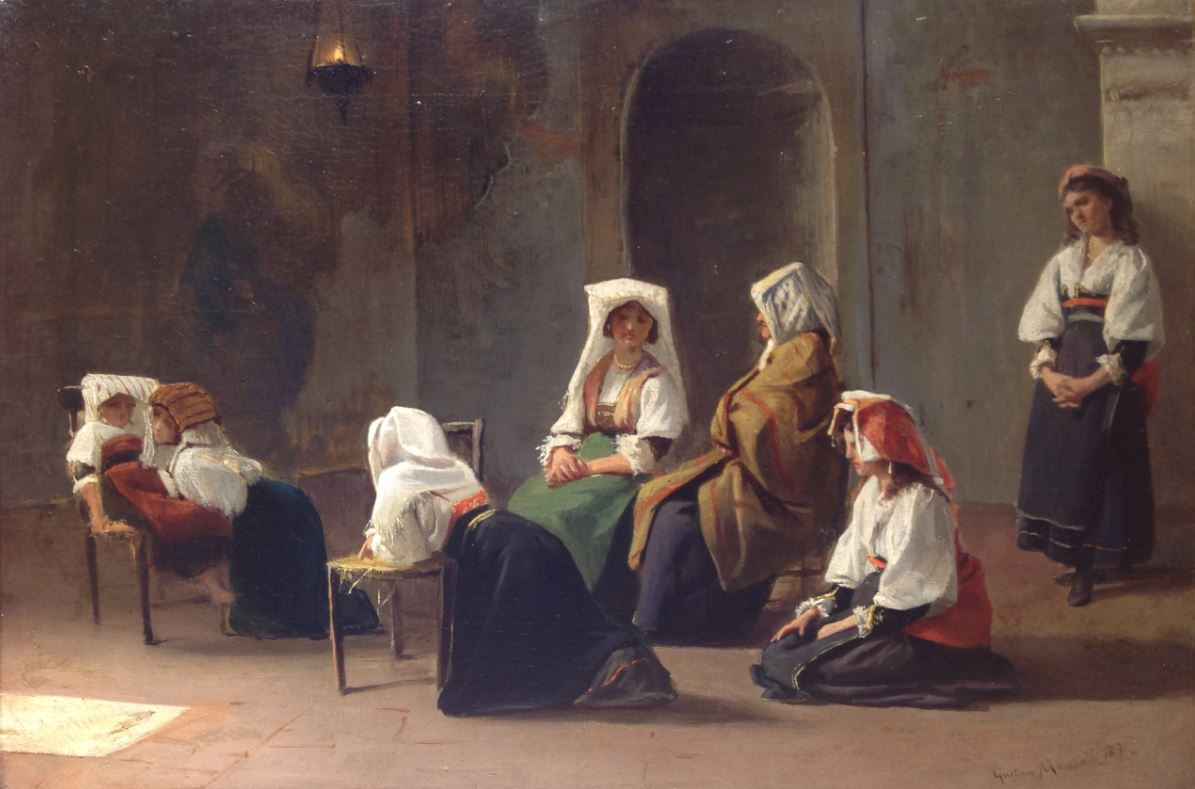
「教会で」